# Perenniporia
Genre
Perenniporia est un genre de champignons de la famille des polyporacées.

## Liste d'espèces
Selon NCBI (19 nov. 2011) :
- Perenniporia corticola
- Perenniporia cystidiata
- Perenniporia detrita
- Perenniporia fraxinea
- Perenniporia grammothele
- Perenniporia japonica
- Perenniporia latissima
- Perenniporia maackiae
- Perenniporia martius
- Perenniporia medulla-panis
- Perenniporia minor
- Perenniporia minutissima
- Perenniporia nanlingensis
- Perenniporia narymica
- Perenniporia ochroleuca
- Perenniporia ohiensis
- Perenniporia rhizomorpha
- Perenniporia straminea
- Perenniporia subacida
- Perenniporia tenuis
- Perenniporia tephropora
- Perenniporia truncatospora